# 羅明珠
羅明珠（英語：Sheree Lo Ming Chu，1968年9月11日—2016年5月27日），原名羅皓茵（英語：Bonnie Lo），以及別名羅愛過，香港女歌手、演員，跟羅美薇、李麗珍、陳加玲、袁潔瑩、柏安妮及黎姿等女星同一時期出道，為前開心少女組成員之一。

## 背景
羅明珠生於油麻地廣華醫院，畢業於玫瑰崗學校小學部（1981年小六）及庇理羅士女子中學。於1984年接拍新藝城電影《開心鬼》出道，年僅15歲半，當時她還在庇理羅士女子中學就讀；後來離開新藝城，加入華星唱片唱廣東歌和接拍無綫劇集。1988年至1993年期間，她遠赴加拿大讀大學，後於1990年代開始淡出娛樂圈，只是偶爾出席舞會。她曾表示，已退出娛樂圈，從事金融業。她曾為上市公司「仁天科技控股」（已除牌）的執行董事，同時兼任仁天科技控股旗下子公司「溢威投資有限公司」、「福方國際控股有限公司」、「永德福股份有限公司」及「仁天財務有限公司」的董事。此外，她於2016年與友人成立「原生文化有限公司」。
2016年，羅明珠有意復出接拍網路劇和錄製新唱片，所以積極減肥。惜疑因過度減肥引致突發性心臟病病發，於2016年5月27日凌晨兩點不斷嘔吐並暈倒，送院急救後不治身亡。
2016年7月，威尼斯人（澳門）股份有限公司入稟區域法院向已逝世的羅明珠代表追討欠款94萬。事件緣於羅明珠生前於同年2月21日與原告簽立信貸協議而獲提供100萬元信貸款項。而她於5月1日及2日先後7次提取90多萬元，但之後未有償還貸款。

## 演出

### 电视剧
- 1987年：正印冤家
- 1988年：斗气一族 飾 鍾薏
- 1988年：不再少年时

### 電影
以香港當地原始片名為主：
| 發行年份 | 電影名稱   | 飾演角色     |
| -------- | ---------- | ------------ |
| 1984     | 開心鬼     | 林菁菁       |
| 1985     | 開心樂園   | 白痴珠       |
| 1985     | 為你鍾情   | 醫院護士     |
| 1986     | 飛躍羚羊   | 李明珠       |
| 1987     | 心跳一百   | 美珠         |
| 1988     | 長短腳之戀 | 梁小珊       |
| 1998     | 賭俠1999   | 阿 King 情婦 |
| 2000     | 魔影       |              |
| 2000     | 陰陽愛     |              |
| 2000     | 正將       |              |

### 節目嘉賓
- 1999年：天下無敵獎門人

## 歌曲
- 1985年：《清風是你》
- 1985年：《中四丁班》（TVB電視劇《中四丁班》主題曲）
- 1986年：《有你又有我》（TVB兒童節目《430穿梭機》環節《有你有我廣場》主題曲）
- 1986年：《大地情》（TVB電視劇《倚天屠龍記》插曲）
- 1987年：《魔法之星》（TVB動畫《魔法之星愛美》主題曲）
- 1988年：《新月情懷》（TVB電視劇《不再少年時》插曲）
- 1988年：《一對小天使》（李克勤合唱，TVB電視劇《不再少年時》插曲）

## 軼聞
- 羅明珠曾因玩股票一分鐘蝕一百萬港元而成為話題，她本人曾因此說過不再玩股票。據知，當時是她大學畢業返港後第一次學習炒股票的結果。[8]
- 羅明珠曾在2006年花了近兩年時間，在長江商學院修讀高級管理人員工商管理碩士課程。
- 羅明珠與前夫王培宏拍拖三個月便閃電結婚，王培宏是向華強胞兄向華波的徒弟；但二人婚姻只維持了兩年就因為男方涉嫌用假信用卡惹下麻煩而離婚。羅明珠為此事捱義氣為王培宏奔走籌謀，而被債主追數。
- 羅明珠篤信命理，便將英文名由Bonnie改為Sheree。